# Сен-Виктор, Поль де
Поль де Сен-Виктор (фр. Paul-Jacques-Raymond Binsse de Saint-Victor; 1825—1881) — французский эссеист, театральный и литературный критик.

## Биография
Поль де Сен-Виктор родился 11 июля 1827 года в городе Париже в семье французского писателя и поэта Жака де Сен-Виктора.

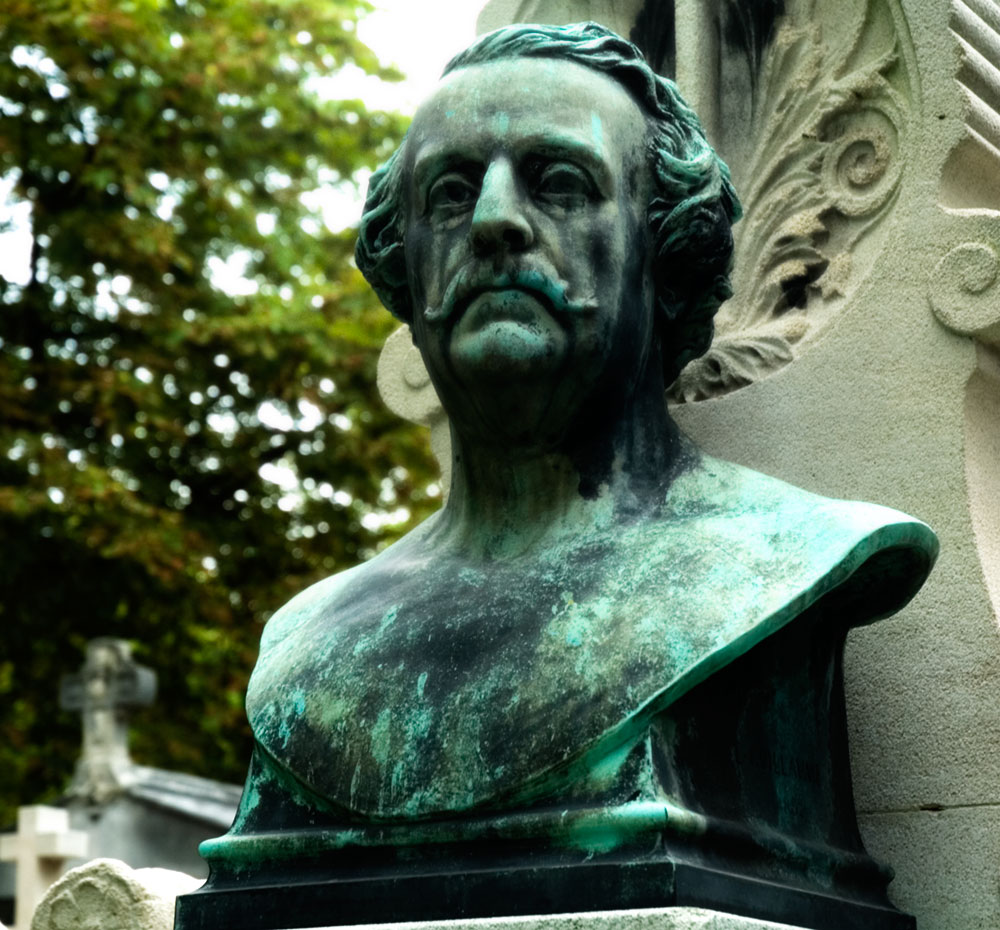
Бюст на могиле писателя
(скульптор Эжен Гийом)

Критические фельетоны Сен-Виктора появлялись в течение четверти века в газетах «Pays», «Presse» и «Liberté». Его театральные отчёты пользовались большим авторитетом, равно как его статьи о современном и классическом искусстве. Наибольшую долю в его успехе следует приписать его литературному языку, в высшей степени образному, яркому и сильному.
На закате Второй империи Поль де Сен-Виктор был назначен главным инспектором по делам искусств (февраль 1870 года). 
Отдельно изданы: «Hommes et dieux» (исторические и литературные этюды, 1867), «Les femmes de Goethe» (1869), «Les dieux et les demi-dieux de la peinture» (1863), «Barbares et bandits» (1871; статьи о пруссаках и коммунарах, первоначально помещенные в «Liberté»), «Les deux Masques» (1880—83; обширная история театра «от Эсхила до Бомарше», неоконченная вследствие смерти автора).
Поль де Сен-Виктор умер 9 июля 1881 года  в родном городе; на его могиле был установлен бюст писателя работы Эжена Гийома.